# 云南槲寄生
云南槲寄生（学名：Viscum yunnanense）是桑寄生科槲寄生属的植物，其种加词“yunnanense”意为“云南的”。中国特有植物。分布在中国大陆的云南等地，生长于海拔1,000米的地区，一般生长在山地阔叶林中或中平树上，目前尚未由人工引种栽培。